# Сия
Сия Кейт Изобел Фърлър (на английски: Sia Kate Isobelle Furler), известна като Сия, е австралийска певица, авторка на песни, музикална продуцентка и режисьорка на видеоклипове.

## Биография и творчество
Сия Фърлър е родена в Аделаида, Австралия на 18 декември 1975 г.
Започва кариерата си като певица в местната група от Аделайд ейсид-джаз в средата на 1990-те години. През 1997 г., когато е закрита „Крисп“, тя издава в Австралия своя дебютен студиен албум, озаглавен „OnlySee“. След това се премества в Лондон, Англия и предоставя вокали за британския дует „Нула 7“.
През 2000 и 2004 г. Сия издава своите 2-ри и 3-ти студийни албуми – „Healing Is Difficult“ и „Colour the Small One“. Те не успяват да достигнат до широката аудитория, затова не са и толкова успешни.
Певицата се премества в Ню Йорк през 2005 г. Следващите ѝ 2 албума („Some people have real problems“ и „We are born“) биват издадени съответно през 2008 и 2010 г. Всеки от тях е сертифициран като златен от Австралийската асоциация на звукозаписната индустрия, така талантливата артистка получава по-голямо внимание. Чувствайки се некомфортно от нарастващата слава, Сия прекъсва изпълненията си на живо, а през това време се фокусира върху кариерата си на текстописец за други звезди. Продуцира хитове като „Titanium“ (с Давид Гета), „Diamonds“ (с Риана) и „Wild Ones“ (с Фло Райда).
През 2014 г. Сия издава своя 6-ти самостоятелен албум „1000 Forms of Fear“, който дебютира като № 1 в Билборд 200 и пробива с песента „Chandelier“, която ѝ донася световна слава. През 2016 г. пуска на пазара 7-ия си студиен албум „This is Acting“, който я изстрелва на върха в класацията Billboard Hot 100 с нейния сингъл „Cheap Thrills“.
След последващия успех на „We Are Born“ Сия започва да се чувства неудобно от нарастващия интерес към нея. Отказва да промотира свои турнета и започва да носи маска на сцената. Злоупотребява с наркотици и алкохол.
Сия решава да се откаже от своята солова кариера, като стане автор на песни за други изпълнители. Скоро след това написва песента „Titanium“ за американската певица Алиша Кийс, но по-късно е изпратена на Давид Гета, който харесва демозаписа на вокалите и го включва в песента, като пуска сингъла през 2011 г. „Titanium“ достига Топ-10 в музикалните класации на САЩ, Австралия и много европейски държави. Въпреки това Сия не е доволна от успеха на песента: „Никога не съм предполагала, че ще се случи нещо подобно и наистина бях разстроена. Защото тъкмо се бях оттеглила и се опитвах да бъда текстописец, а не артист“.
От 2011 до 2013 г. е съавтор на песни с изпълнители като Бионсе Ноулс, Кайли Миноуг, Фло Райда и Риана. Успешни проекти има и с Шон Пол, Еминем и други.